# Испарта (вилајет)
Испарта (тур. Isparta ili) је вилајет у Турској. Популација вилајета износи 25.066 становника. Административни центар вилајета је град Испарта.